# TSV Bayer 04 Leverkusen (volleyboll)
TSV Bayer 04 Leverkusens volleybollavdelning grundades 1969. Volleybollavdelningen är i dag huvudsakligen känd för sitt damlag, som spelar i Tysklands högsta volleybollserie (Volleyball-Bundesliga).

## Historia
Efter att volleybollavdelningen grundats 1969 blev föreningen känd för sitt herrlag som blev tyska mästare tre gånger. 1991 flyttades herrlaget till föreningen SV Bayer Wuppertal och damlaget grundades. Sedan 1995 spelar damlaget i Tysklands högsta volleybollserie (Volleyball-Bundesliga).

## Statistik
Genom åren har Bayer Leverkusens dam- och herrlag vunnit följande nationella tävlingar i volleyboll:

### Herrar
Tyska mästare (3): 1979, 1980, 1990
Cupvinnare (1): 1988

### Damer
Tyska mästare (0): Bästa placeringen var andraplatserna 1999 och 2004